# Ratkovská Suchá
Ratkovská Suchá é um município da Eslováquia, situado no distrito de Rimavská Sobota, na região de Banská Bystrica. Tem 5,8 km² de área e sua população em 2018 foi estimada em 41 habitantes.

## Demografia
| Ano:        | 1994 | 2004   | 2014    | 2024    |
| ----------- | ---- | ------ | ------- | ------- |
| Broj ljudi: | 67   | 68     | 49      | 39      |
| Razlika:    |      | +1,49% | -27,94% | -20,40% |

| Ano:               | 2023 | 2024   |
| ------------------ | ---- | ------ |
| Número de pessoas: | 42   | 39     |
| Diferença:         |      | -7,14% |